# Consignação
A consignação ou Contrato Estimatório é um tipo de procedimento de venda no qual o risco é do fornecedor, que disponibiliza para o empresário vendedor uma determinada quantidade de produtos, com margem previamente definida, e cujo acerto é realizado em data acordada.
Em geral, como o risco do empresário é menor, este tenderá a dar menos prioridade, energia e atenção aos produtos consignados, resultando em venda menor do que se o risco fosse integralmente dele. Por outro lado, como os custos de comercialização são fortemente bancados pelo fornecedor (estoque, capital de giro, etc.), a margem oferecida por produtos em consignação tende a ser bem menor que os produtos tradicionalmente adquiridos pelo empresário.